# Lieudieu
Lieudieu este o comună în departamentul Isère din sud-estul Franței. În 2009 avea o populație de 1.949 de locuitori.

## Evoluția populației
| An        | 1975  | 1982  | 1990  | 1999  | 2006  | 2009  |
| --------- | ----- | ----- | ----- | ----- | ----- | ----- |
| Populație | 1.576 | 1.728 | 1.836 | 1.819 | 1.912 | 1.949 |